# آناتولی ایوانویچ روسانوف
آنتونی ایوانویچ روسانوف (روسی: Анатолий Иванович Русанов زاده ۲۰ آوریل ۱۹۳۲، لنینگراد - ) شیمی‌دان و محقق روسی است.
او از سال ۱۹۹۰ عضو آکادمی علوم روسیه است. در سال ۲۰۰۸ به دلیل تحقیقاتش در زمینهٔ ترمودینامیک سطوح جامد و مکانوشیمی برندهٔ مدال طلای مندلیوف شد.
وی از دانشگاه لنینگراد فارغ‌التحصیل شده‌است. هم‌اکنون رئیس دپارتمان شیمی کلوئیدی دانشگاه سنت پیترزبورگ و همچنین سردبیر مجلهٔ روسی شیمی عمومی است. 